# 閉店商法
閉店商法（へいてんしょうほう）とは店が閉店することを宣言し、在庫処分のための安売りを謳うことなどにより、客を呼び込む商法である。閉店セール商法とも呼ばれる。
閉店セールを行い閉店したはずの店が付近あるいは同じ場所で営業を再開している場合や、何年間にもわたって閉店セールを行い続けている店舗も存在する。またセールなのに実際には安くなっていない場合も存在する。
特に紳士服量販店やパチンコ店は「リニューアルによる一時閉店」による閉店セールや「新装開店セール」を頻繁に行うことで知られる。なお、撤退する場合は「完全閉店セール」として区別している。
対義語として店の開店時に同様のセールを行う「開店商法」が存在する。
そもそも閉店にはその日の営業を終えて店を閉めることという意味と、商売をやめて店を畳むことという意味が存在し、この2つのミスリードを狙う商法である。「開店商法」も同様である。
日本の消費者庁は、実際には閉店・廃業の予定がなかったり閉店する時期が確定していないにもかかわらず、「閉店セール」と称したセールを長期間行っているような場合に、一般消費者に対して閉店までの一定期間のみ特別に値引きが行われており購入価格という取引条件が著しく有利であるという誤認を与えるときには、景品表示法に定める不当表示に該当するおそれがあるとの見解を示している。